# Elese Sommerová
Elese Sommerová (* 15. září 2001 Dover, New Hampshire, USA) je česká reprezentantka v alpském lyžování. Její otec je původem Čech, matka Američanka, Elese se rozhodla od juniorských kategorií reprezentovat ČR.

## Sportovní kariéra
Nastoupila zatím do 8 závodů Světového poháru v alpském lyžování, ale žádný ze závodů nedokončila. V Evropském poháru obsadila nejvýše 29. příčku. V březnu 2021 se umístila 16. na juniorském MS v Bulharsku. V únoru 2022 reprezentovala ČR na OH v Pekingu, kde v paralelním obřím slalomu smíšených týmů vybojovala 14. místo, zatímco své závody ve slalomu a obřím slalomu nedojela.